# The Cloisters

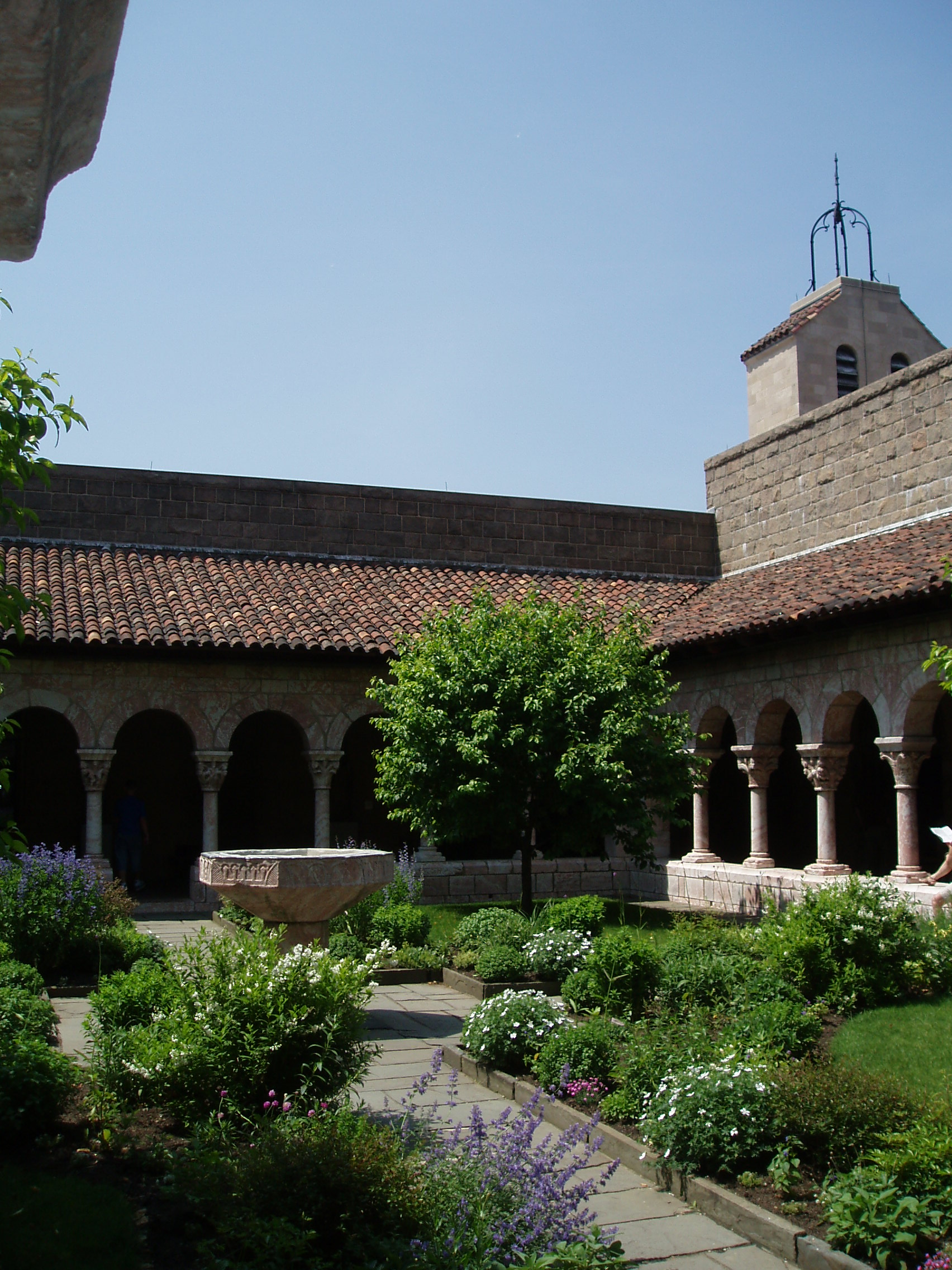
Kreuzgang aus Saint-Michel-de-Cuxa

The Cloisters (deutsch: Die Kreuzgänge), auch The Met Cloisters, ist eine Zweigstelle des Metropolitan Museum of Art in New York City. Es befindet sich im Fort Tryon Park im Stadtteil Washington Heights nahe der Nordspitze von Manhattan auf einem Hügel oberhalb des Hudson River. The Cloisters ist unter Verwendung von Architekturfragmenten meist französischer Klöster errichtet worden und beherbergt einen Teil der Sammlung mittelalterlicher Kunstwerke des Metropolitan Museums.

## Geschichte

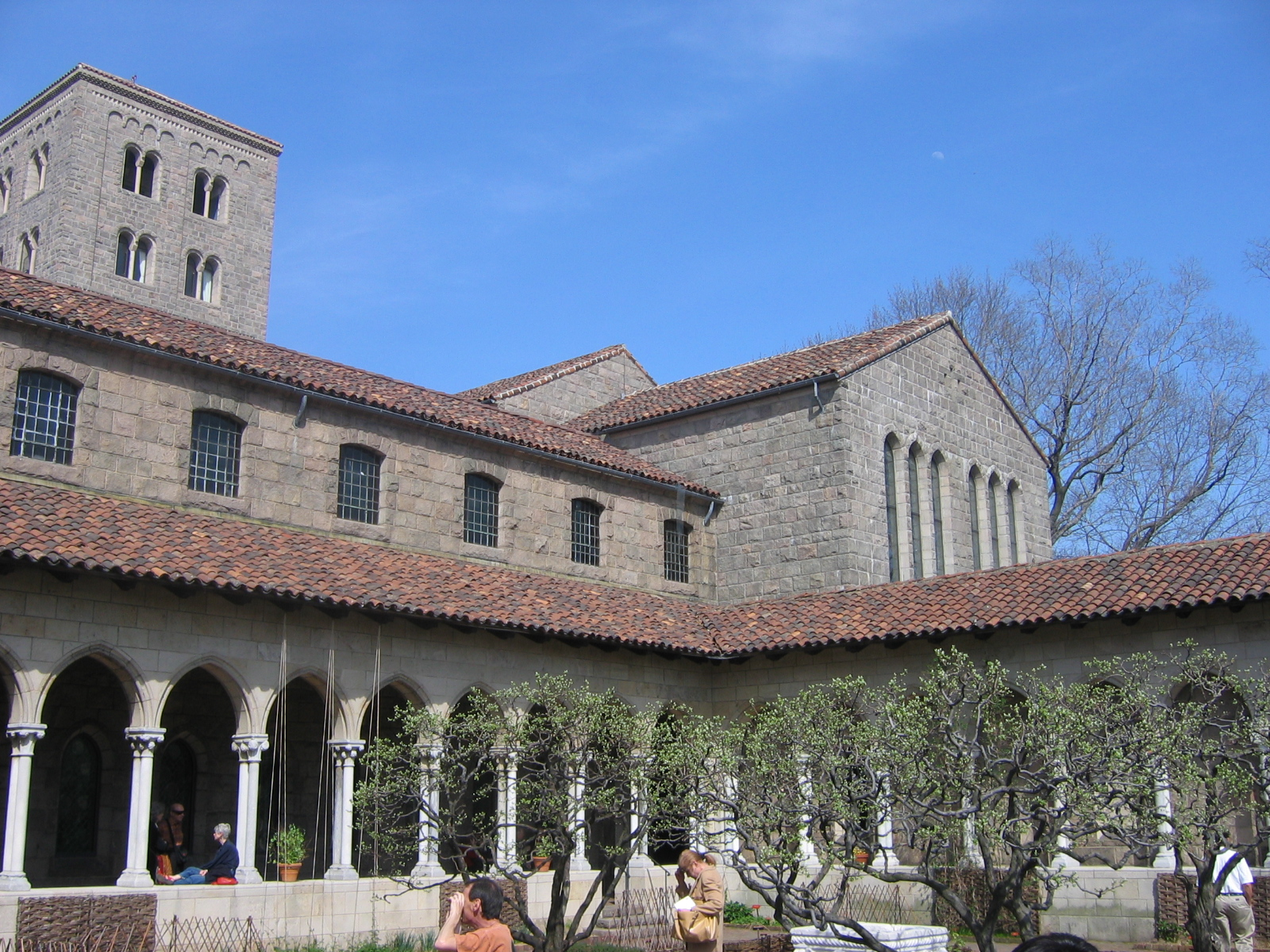
Südlicher Kreuzgang

Die Idee für ein Museum mittelalterlicher Kunst in New York City geht zurück auf den Bildhauer und Kunstsammler George Grey Barnard (1863–1938). Dieser hatte – neben zahlreichen Kunstwerken – auch Architekturfragmente aus mehreren französischen Klöstern zusammengetragen. Hierzu gehörten Saint-Michel-de-Cuxa, Saint-Guilhem-le-Désert, Bonnefont-en-Comminges im Département Haute-Garonne, Trie-en-Baise im Département Hautes-Pyrénées; die drei gotischen Triple-Arkaden aus Froville im Département Meurthe-et-Moselle kamen erst durch eine Schenkung George Blumenthals im Jahr 1935 hinzu. Barnard eröffnete ein Privatmuseum an der Fort Washington Avenue, das er anfangs Gothic Collection nannte, bevor er es in The Cloisters umbenannte. Diese Sammlung gelangte 1925 in den Besitz des Metropolitan Museum of Art, nachdem John D. Rockefeller, Jr. hierfür 600.000 Dollar zur Verfügung gestellt hatte. Bereits 1917 hatte dieser das Gelände des heutigen Fort Tryon Park erworben und stellte hier das Baugelände für das heutige Museum zur Verfügung. Ebenso erwarb er größere Flächen Land auf der gegenüberliegenden Seite des Hudson River, damit der Blick auf die unbebaute Landschaft erhalten bleibt. Dieses New Jersey Palisades genannte Gelände ist heute ein Naturschutzgebiet innerhalb des Palisades Interstate Park.

## Gebäude

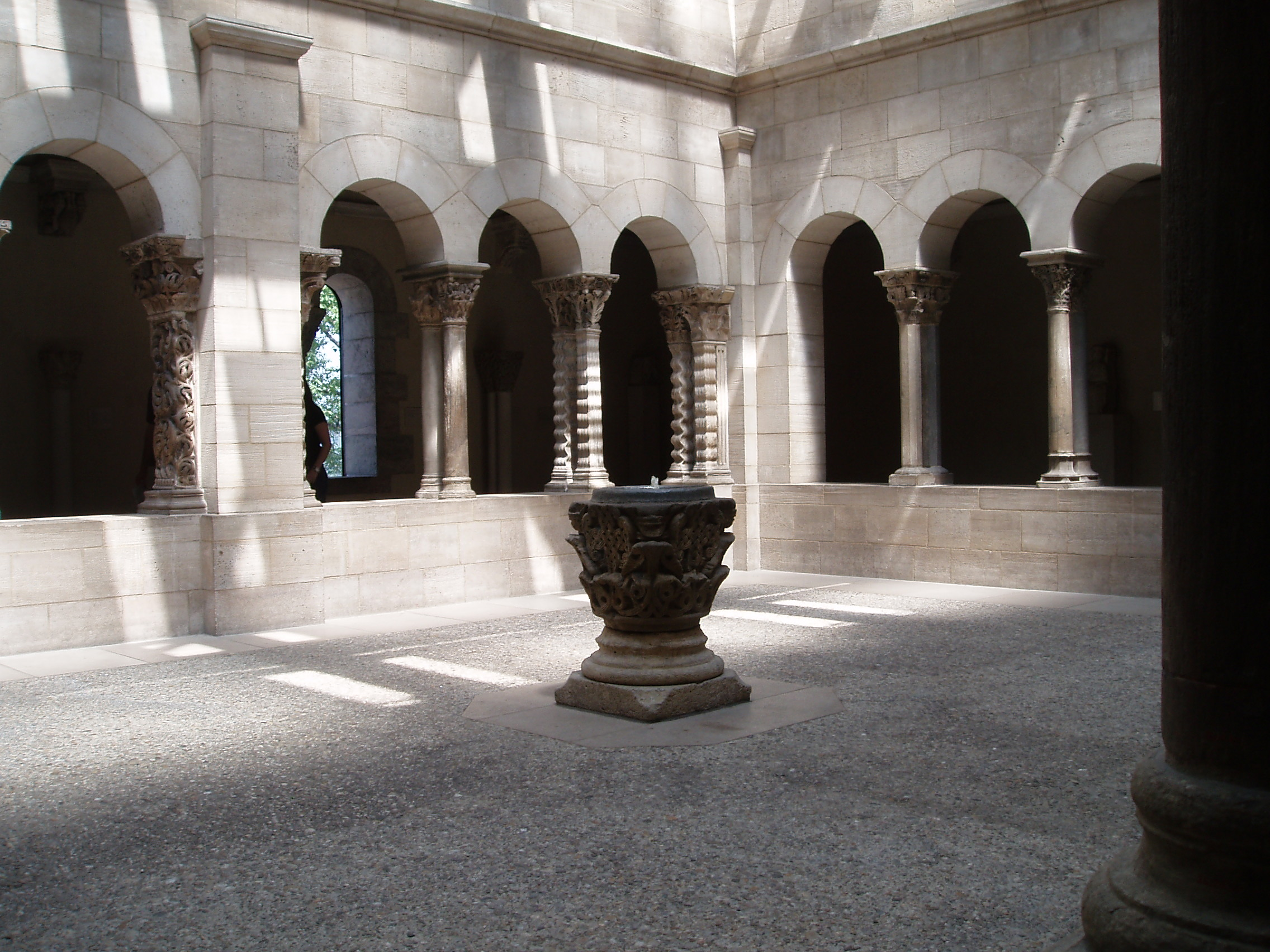
Saint-Guilhem-Kreuzgang

Schon bei der Eröffnung der Sammlung Barnard am 4. Mai 1926 war den Verantwortlichen des Metropolitan Museum of Art klar, dass ihr Stammhaus an der Fifth Avenue nicht über genügende und geeignete Räumlichkeiten verfügen würde, um die zahlreichen Kunstwerke und Architekturteile angemessen zu zeigen. Der Architekt Charles Collens (1873–1956) erhielt den Auftrag, im Fort Tryon Park einen Neubau zu errichten. Der 1934 begonnene Gebäudekomplex bezieht dabei Originalbauteile europäischer Klöster ein und orientiert sich an den Plänen der mittelalterlichen Vorbilder. Es ist also keine Rekonstruktion eines jemals real existierenden Klosters, sondern der Versuch, ein möglichst originalgetreues Aussehen nachzuempfinden. Die Ausstattung der Anlage mit gleich mehreren Kreuzgängen ist jedoch der musealen Nutzung zuzuordnen und nicht den europäischen Originalanlagen entsprechend. Auch die vorbildlich gepflegten Gärten sind anhand verschiedener mittelalterlicher Dokumente originalgetreu angelegt worden. Joseph Breck (1885–1933), Kurator und stellvertretender Direktor des Metropolitan Museum of Art, sowie James Rorimer (1905–1966), der später Museumsdirektor wurde, waren verantwortlich für die inhaltliche Ausgestaltung der Galerien mit Werken aus der Romanik (ca. 1000 bis 1150) bis zur Gotik (ca. 1150 bis 1520). Am 10. Mai 1938 fand die Eröffnung von The Cloisters am heutigen Standort statt.
1961 wurde aus der Ruine der romanischen St.-Martins-Kirche des spanischen Dorfes Fuentidueña nördlich von Madrid eine ganze Apsis geborgen, mit ihren 3000 Kalksteinblöcken nach New York transportiert und an The Cloisters angebaut (andere Angaben: 30.000).

## Sammlungen

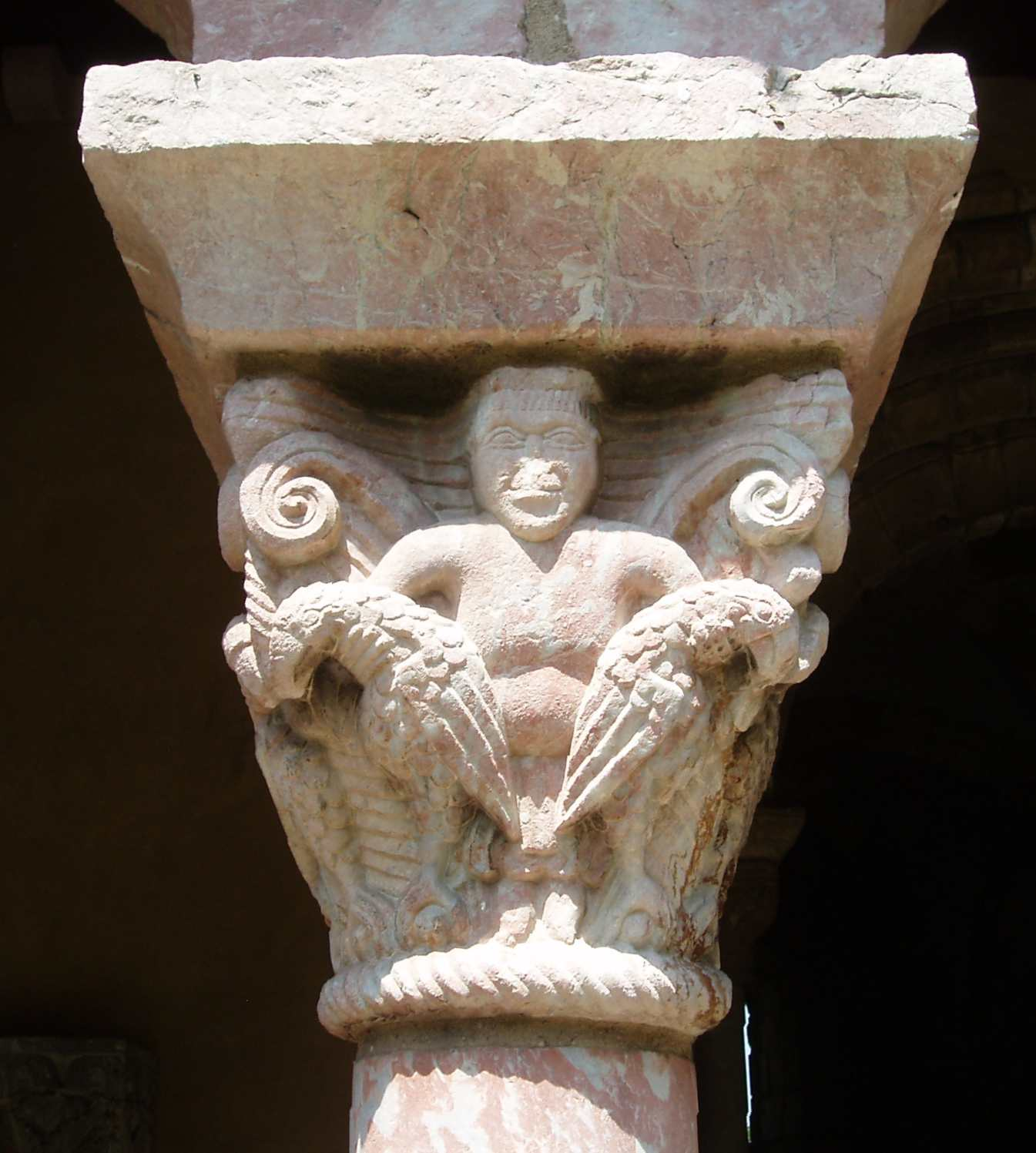
Romanisches Kapitell aus der Abtei Saint-Michel-de-Cuxa

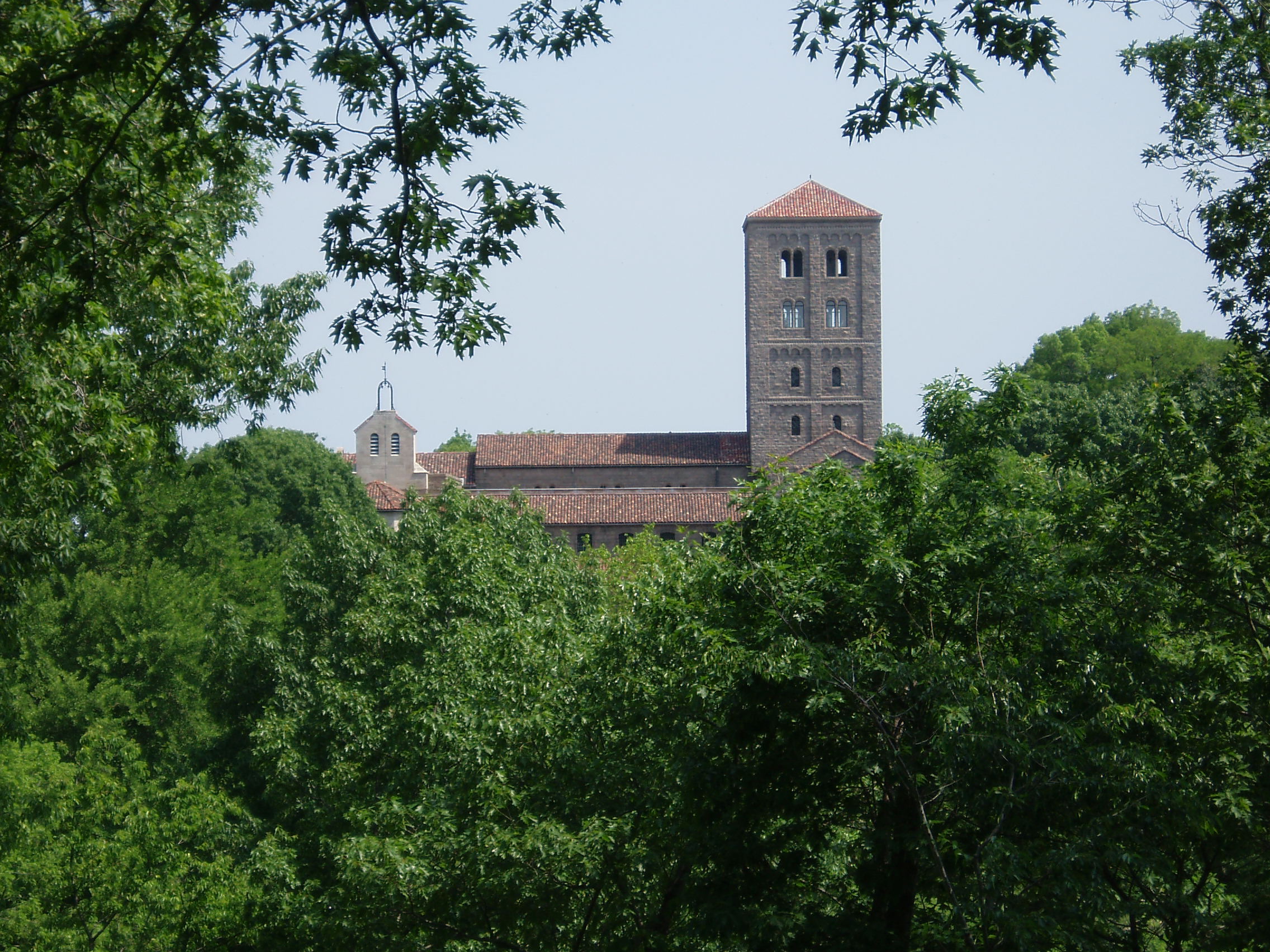
Ansicht von Süden

Die Sammlung mittelalterlicher Kunst des Metropolitan Museum of Art ist etwa zur Hälfte am Standort The Cloisters zu sehen, während der andere Teil im Stammhaus gezeigt wird. Obschon die frühesten Kunstwerke im Cloisters aus der Zeit um das Jahr 800 stammen, liegt der Schwerpunkt der Sammlungen bei Exponaten aus dem 12. bis ins 15. Jahrhundert. Neben den Originalsäulen aus verschiedenen Kreuzgängen französischer Klöster, wie dem aus Saint-Guilhem-le-Désert, sind in The Cloisters europäische Arkadengänge, Gewölbe, Fenster, Portale und Brunnen fest installiert worden. Zu den weiteren Ausstellungsstücken gehören Glasmalereien, Metallarbeiten, Manuskripte, Emailarbeiten, Gemälde, Elfenbeinschnitzereien, Gobelins und andere Textilien.
Herausragende Kunstwerke in The Cloisters sind das Mérode-Triptychon des Meisters von Flémalle aus der Werkstatt des Robert Campin, eine Lorenzo Monaco zugeschriebene Fürbitte Jesu und Marias und ein „Cloisters-Kreuz“ oder „Bedecken-Kreuz“ genanntes romanisches Altarkreuz. Aus der Sammlung Rockefeller stammen sieben flämische Tapisserien, welche „die Jagd nach dem Einhorn“ bildlich darstellen. Zu den bedeutenden mittelalterlichen Manuskripten und illuminierten Büchern in den Sammlungen des Cloisters gehören auch Les Belles Heures du Duc de Berry der Gebrüder Limburg und Jean Pucelles Stundenbuch für Johanna von Evreux.
Es befinden sich auch deutsche Kunstwerke in The Cloisters. Außer einigen Werken von Tilman Riemenschneider sind im so genannten Boppard Room sechs Fensterbahnen eingebaut, die zwischen 1440 und 1446 im Raum Köln für die Karmeliterkirche in Boppard geschaffen wurden.
Andere Werke aus Europa stammen aus der Kapelle des Schloss Ebreichsdorfs in Niederösterreich, aus der Pfarrkirche St. Leonhard im Lavanttal in Kärnten, aus der Chapelle de Reugny in der Auvergne und eine Marienskulptur aus dem 13. Jahrhundert aus dem Straßburger Münster.

## Zitat
Die Funktion, die dieses Kloster in Manhattan erfüllen sollte, formulierte John D. Rockefeller einmal folgendermaßen: „Wenn diejenigen, die von dem Zauber dieses Ortes überwältigt sind und sich von seinem Frieden, der Ruhe und Schönheit haben ergreifen lassen, mit gestärktem Mut und mit Hoffnung wieder aufbrechen, [...] dann war die Arbeit seiner Erbauer nicht vergeblich.“ So wollte der führende Kapitalist der westlichen Welt etwas gegen die landesweite Depression tun, die nach dem Börsenkrach 1929 entstanden war.

## Ausgestellte Kunstwerke

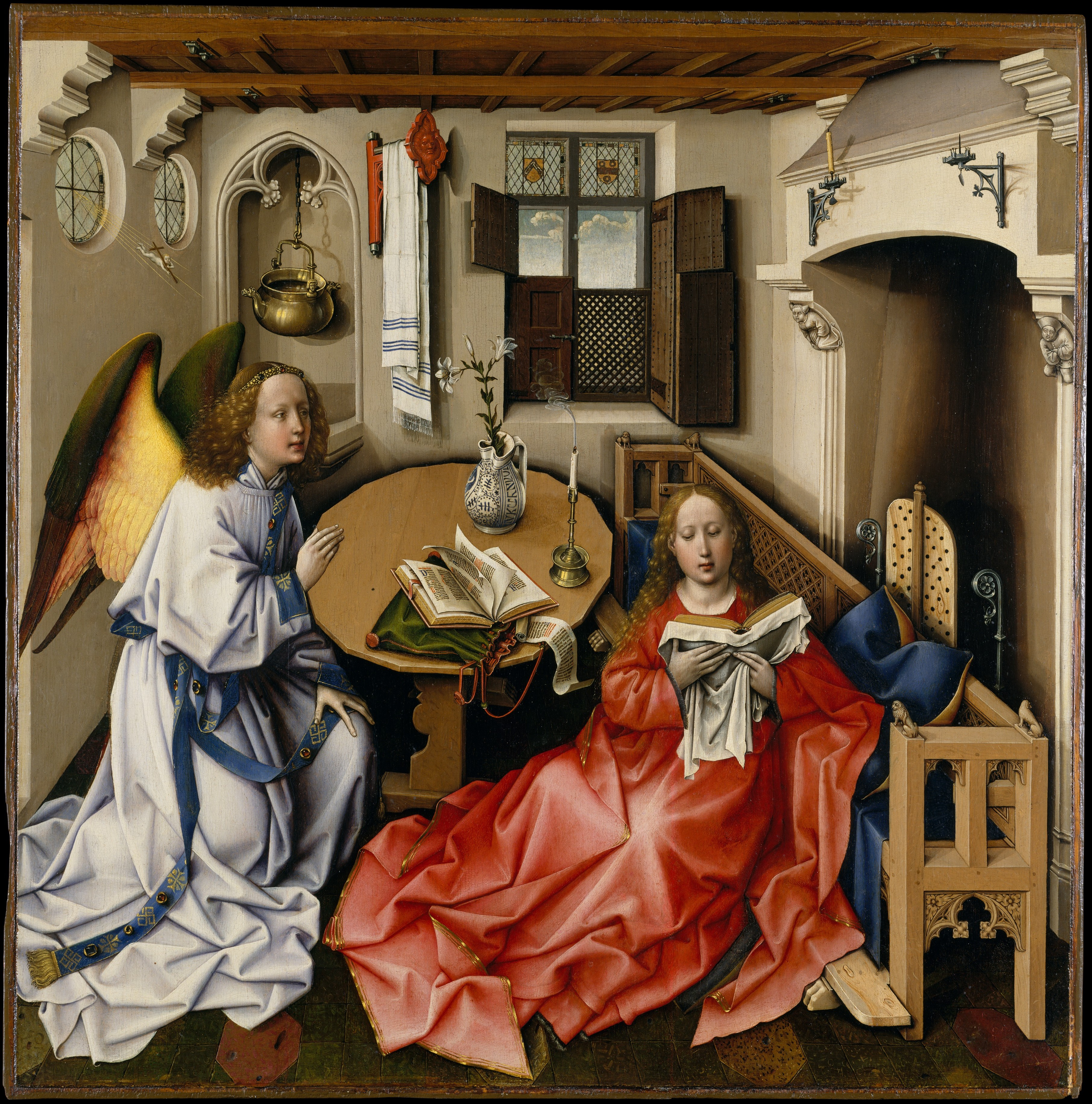
Meister von Flémalle: Mérode-Triptychon, Mitteltafel: Maria Verkündigung
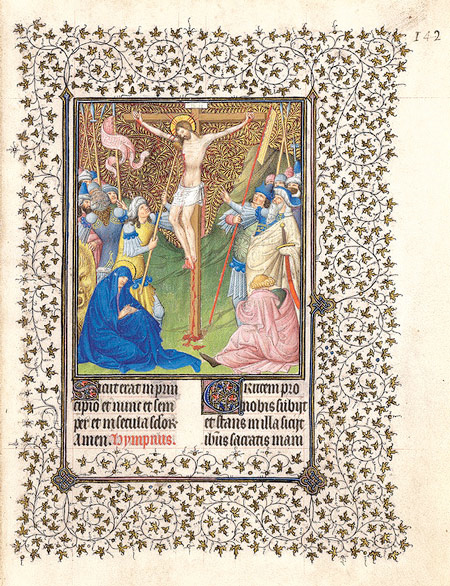
Brüder von Limburg: Les Belles Heures du Duc de Berry
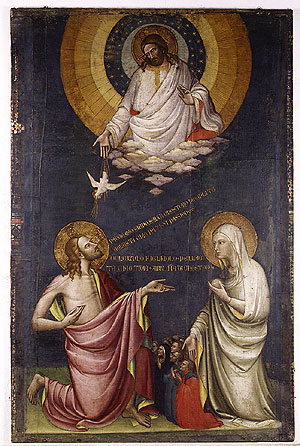
Lorenzo Monaco: Fürbitte Jesu und Marias
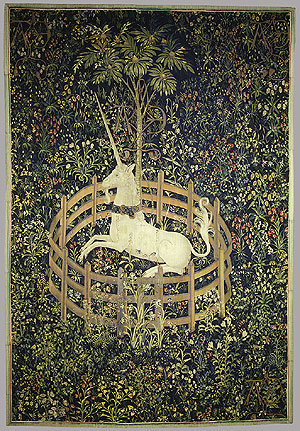
15. Jahrhundert Südl. Niederlande: Die Jagd des Einhorns
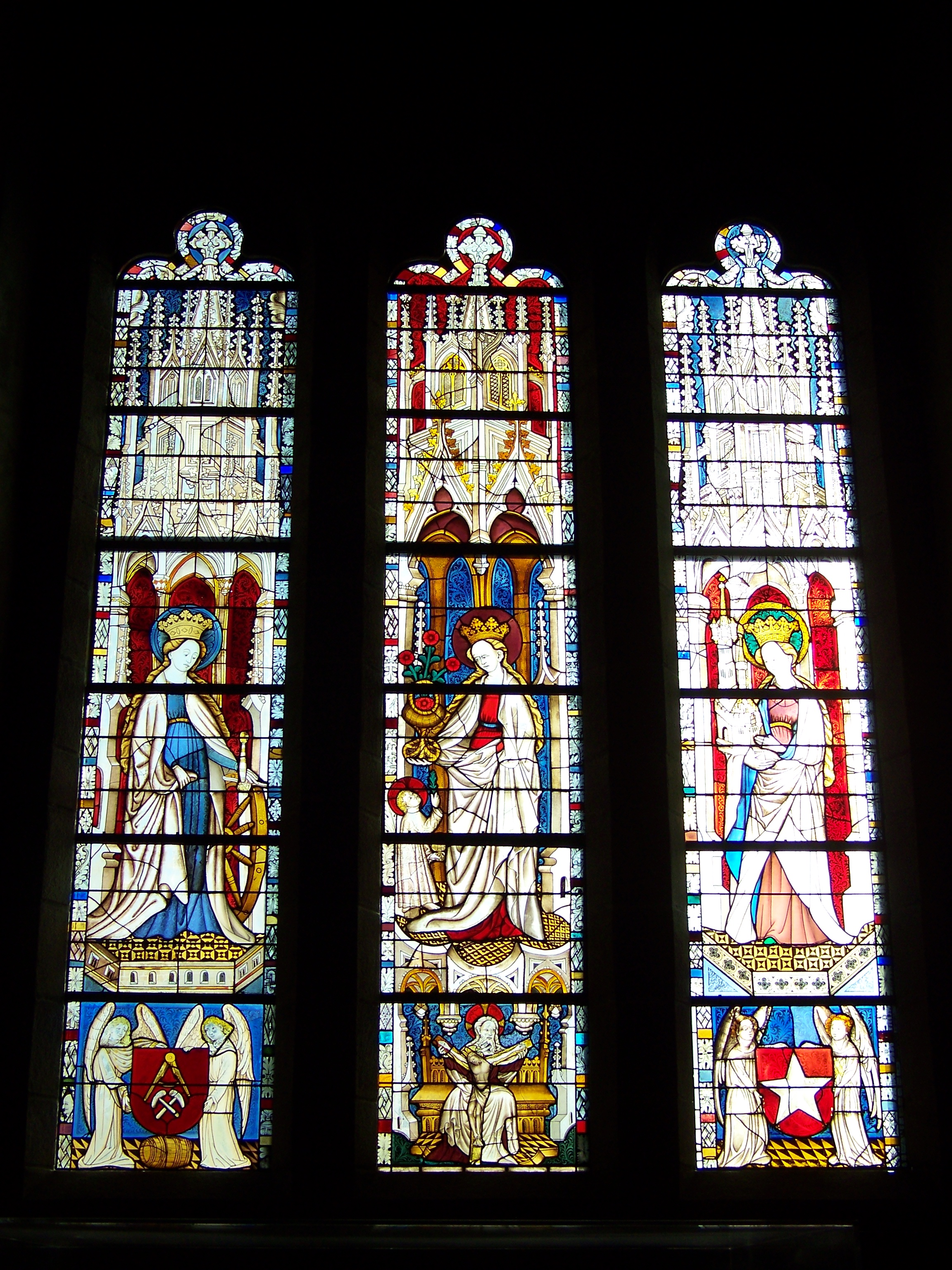
Untere Fensterhälfte des Cloister-Fensters aus der Bopparder Karmeliterkirche